# Valproát

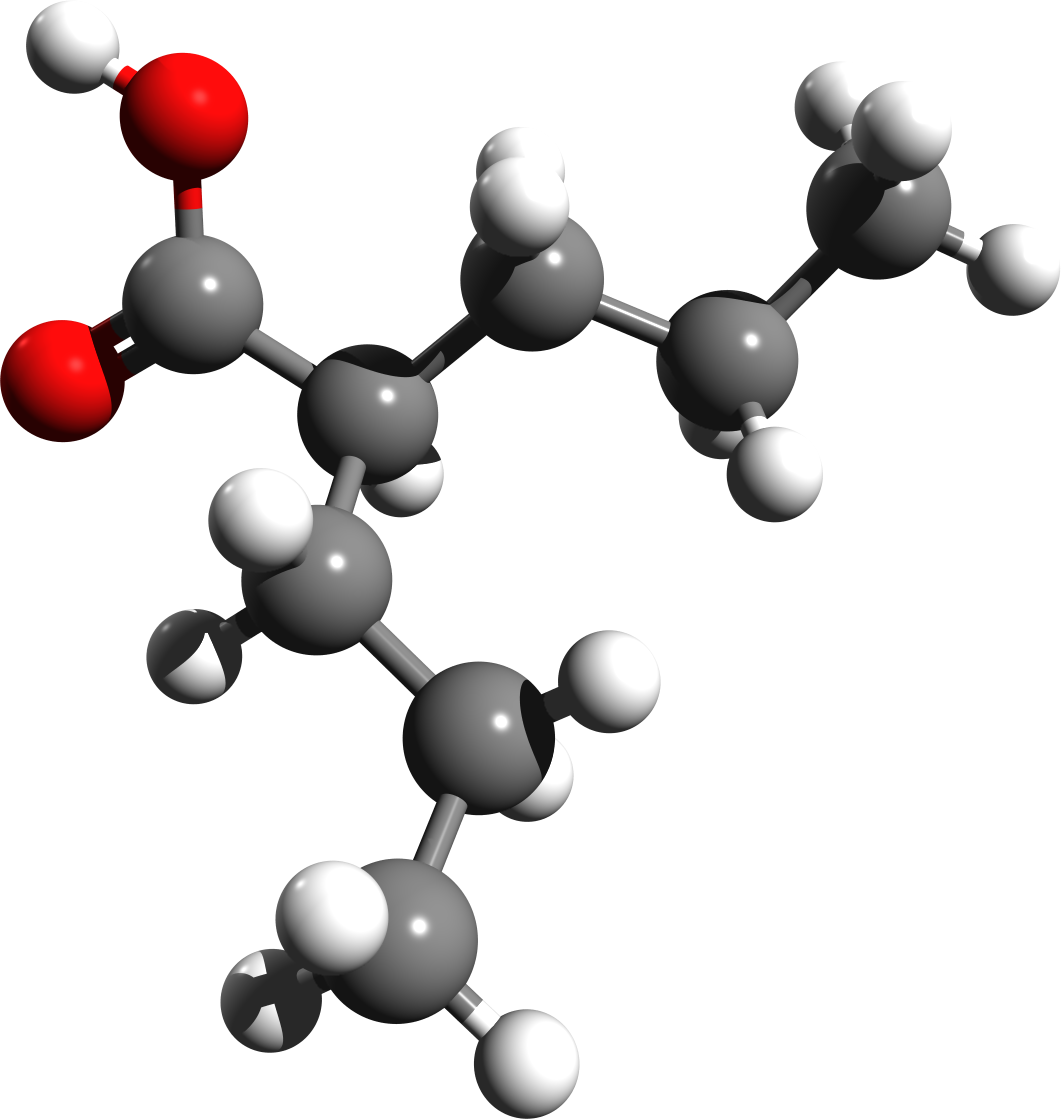
Kyselina valproová 3D

Valproát je lék určený k léčbě epilepsie a bipolární afektivní poruchy. Účinnou látkou tohoto léku je kyselina valproová C8H16O2 a valproát sodný C8H15NaO2. Dávkování je u tohoto léku přísně individuální. Lékař, uzná-li to za důležité, může nechat občas zkontrolovat hladinu valproátu v krvi. Valproát se v léčbě bipolární afektivní poruchy používá v případě, kdy není možné užívat lithium. Jedná se o antiepileptikum II. generace.
V Česku se prodává pod názvy jako jsou: Valproat Chrono Sandoz, Depakine nebo Convulex.
Není zcela jasné, jak valproát funguje. Navrhované mechanismy zahrnují ovlivňování hladiny kyseliny gama-aminomáselné, blokování sodíkových kanálů a zpomalování histon deacetylázy.

## Vedlejší účinky
K běžným vedlejším účinkům valproátu patří nevolnost, zvracení, spavost a sucho v ústech. Vážné vedlejší účinky mohou zahrnovat jaterní problémy, takže se doporučují pravidelné jaterní testy. Dále jsou to zánět slinivky břišní a zvýšené riziko sebevražedných sklonů. Je též známo, že lék způsobuje vážné abnormality u dětí, pokud je užíván během těhotenství, proto se obvykle ženám, které v jiném stavu trpí migrénami, nedoporučuje.
Kyselina valproová je mastná kyselina s krátkým řetězcem (SCFA), jež se získává z kyseliny valerové.